# Túnel de Bielsa-Aragnouet
El túnel de Bielsa-Aragnouet es un túnel carretero internacional situado en el Pirineo central. Une los valles de Bielsa (España) y de Aure (fr:) (Francia).

## Historia

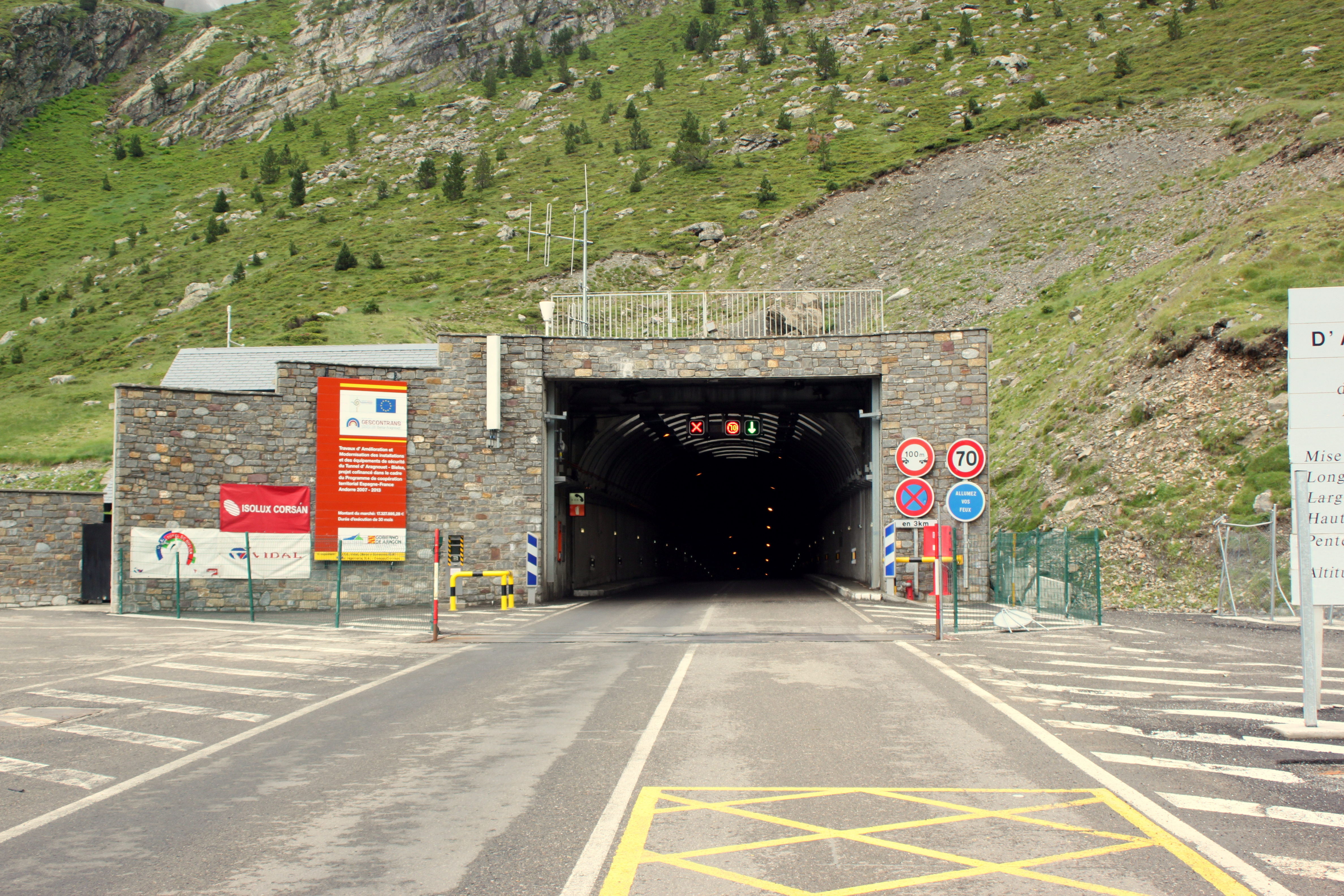
Entrada desde Francia.

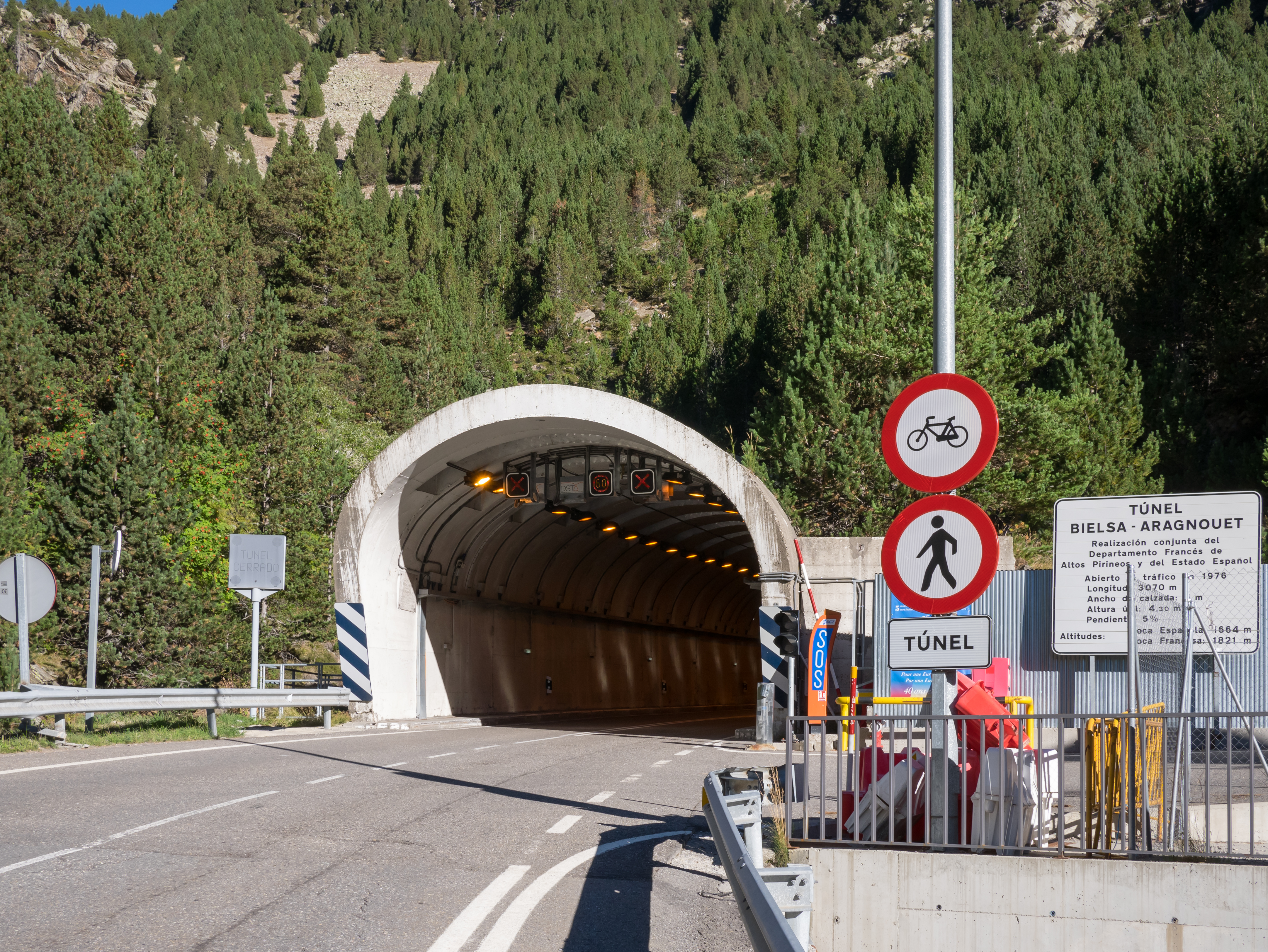
Entrada desde España.

Fue construido por un convenio internacional entre los gobiernos español y francés durante la década de 1970. El alcalde de la localidad de Saint-Lary-Soulan, Vincent Mir, fue su principal propulsor. Tras varias demoras debidas a problemas técnicos, el túnel fue puesto en servicio en octubre del año 1976. 
Los rigores del clima pirenaico y la falta de atención por parte de las autoridades españolas y francesas deterioraron mucho el túnel, por lo que a comienzos del siglo XXI se acometieron obras de reforzamiento y se mejoró la seguridad, al instalarse un semáforo que impide que dos camiones se crucen en el interior del estrecho túnel. En el año 2008, la Comunidad Autónoma de Aragón y el departamento de Altos Pirineos firmaron un acuerdo para formar un consorcio que gestiona de manera conjunta tanto el túnel internacional como varios kilómetros (4,5 km de la carretera autonómica A-138 en España y 6,1 km de la carretera departamental D 118 en Francia) de las carreteras que sirven de acceso al mismo desde ambos países, siendo su cometido principal la limpieza invernal para mantener abierto el paso transpirenaico.
La solución definitiva para el túnel de Bielsa sería construir un segundo tubo, de manera que cada uno de los túneles fuese unidireccional. Sin embargo, no existe inquietud por la ampliación del túnel en ninguno de los lados fronterizos. Además, Francia pretende derivar parte de los tráficos pirenaicos de la carretera al ferrocarril y la vertiente francesa es una zona protegida con una carretera de carácter secundario.
Hay un teléfono gratuito de información sobre el estado del túnel; desde España es el 900 125 125 y desde Francia 0800 91 60 33.

## Características

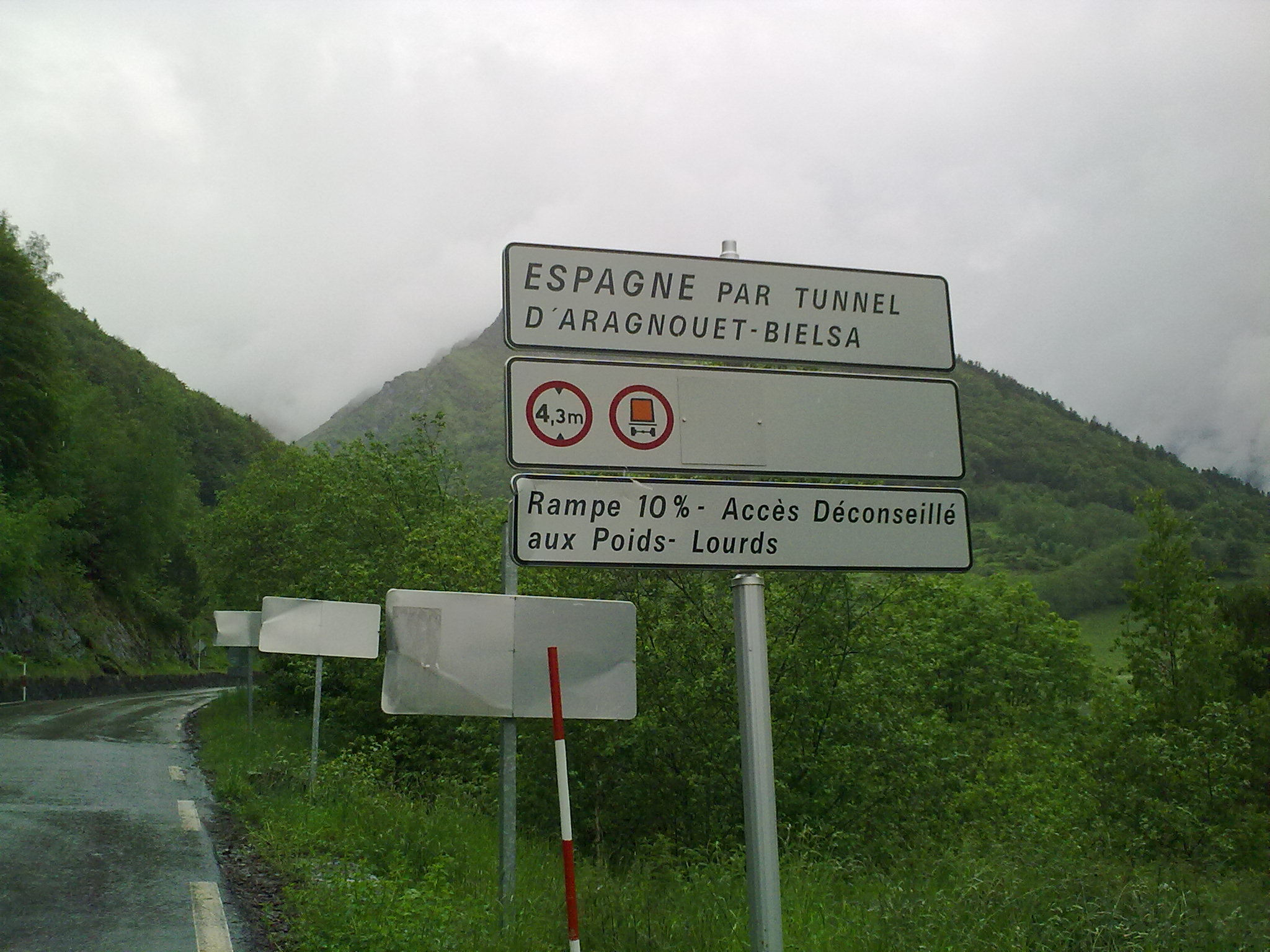
Panel informativo a la entrada del túnel desde Francia.

Es un túnel de un solo tubo de doble dirección con una longitud de 3.070 metros, de los cuales 1.298 se encuentran en España y 1.772 en Francia. La embocadura del lado español está a 1.664 metros de altitud, la embocadura francesa a 1.821 metros. Debido a la altitud es un túnel que se suele cerrar a la circulación con cierta frecuencia durante el invierno.